# Очни притисак
Очни притисак, стални притисак унутар ока или интраокуларни притисак (ИОП) је притисак очне течности унутар ока узрокован динамичком равнотежом између стварања и отицања очне водице. Нормални очни или интраокуларни притисак је 10 до 20 ммХг, и обично је око 15,5 ммХг са флуктуацијама од 2,75 ммХг.  Ове вредности очног притиска условљене хомеостатски регулисаним односом између продукције и елиминације очне водице, од виталног су значаја за опште здравље и функцију ока. Поремећај ове фине равнотеже може имати разорне последице, доприносећи патогенези глаукома, увеитиса и одвајања хороида.
Висин очног притиска сматра се важним параметром не само за постављање дијагнозе већ и за праћење клиничког тока глаукомске болести ока. 

## Физиологија
Очну водицу производи цилијарни епител цилијарног тела шаренице унутар задње коморе предњег ока. Очна водица се акумулира у задњој комори ока и тече кроз зеницу у предњу комору. Очна водица затим излази из предње коморе кроз један од следећа три пута:
1. Огромна већина очне водице се одводи кроз трабекуларну мрежу под углом предње коморе и у Шлаемов канал, где улази у еписклералне вене.
2. Мала количина очне водице пролази у супрахороидални простор и улази у венску циркулацију у цилијарно тело, хороидеју и склеру.
3. Још мања количина очне водице пролази кроз ирис и назад у задњу комору.

Очни притисак се одређује на основу производње и дренаже очне водице почев од цилијарног тела и њене дренаже преко трабекуларне мреже и увеосклералног одлива. Разлог за то је зато што стакласто тело у задњем сегменту има релативно фиксиран волумен и стога не утиче на регулацију очног притиска. 
Како је притисак мера силе по површини, вредност очног притиска укључује величину силе којом очна водица делује на унутрашњу површину предњег сегмента ока.
ИОП се теоретски може одредити помоћу Голдманове једначине:
{\displaystyle P_{o}={\frac {F-U}{C}}+P_{v}}
```
у којој је:
```

- {\displaystyle P_{o}} ИОП у милиметрима живе (mmHg)
- {\displaystyle F} брзина формирања очне водице у микролитрима у минути (μL/min)
- {\displaystyle U} ресорпција (одлив) очне водице кроз увеосклерални пут (μL/min)
- {\displaystyle C} капацитет одлива у микролитрима у минути по милиметру живе (μL/min/mmHg)
- {\displaystyle P_{v}} еписклерални венски притисак у милиметрима живе  (mmHg).

Очни притисак постоји као фино подешена равнотежа између производње и дренаже очне водице, тако да промена или флуктуација било које од варијабли наведених у Голдмановој једначини неизбежно ће променити вредност очног притиска.
Очни притисак се пажљиво регулише, а поремећаји су често умешани у развој патологија као што су глауком, увеитис и аблација мрежњаче. Равнотежа између очног притиска се повећава са повећаним системским крвним притиском. Нагли пораст очног притиска може изазвати механички стрес и исхемијске ефекте на слоју нервних влакана мређњаче, док нагли пад очног притиска може изазвати стварање микро-мехурића из растворених гасова у микроваскулатури са резултујућим гасним емболијама и исхемијским оштећењем ткива.    
Хронично увећање очног притиска један је од примарних чинилаца у патогенези примарног глаукома отвореног угла и других проблема који оштећују вид. 

## Мерење очног притиска
Очни притисак се традиционално мери апланационом тонометријом, која даје процену притиска унутар предњег сегмента ока на основу отпорности на спљоштење мале површине рожњаче. Притисци између 11 и 21 ммХг се сматрају нормалним, а очекивана дневна варијација очног притиска, са вишим притисцима обично се јавља ујутру. 
Док главни модалитет за мерење очног притиска остаје Голдманова апланациона тонометрија (ГАТ), тонометрија заснована на принципима преносивих тонометара се последњих деценија појавила као практични облик мерење очног притиска у акутном окружењу. Ова два модалитета, међутим, према тренутним истраживањима нису заменљива.  
Испитивање ефекта дебљине рожњаче на измерене вредности очног притиска апланационом тонометријом код окуларне хипертензије и нормотензивног глаукома показала су да се код тањих рожњача очитавају ниже, а код дебљих више вредности очног притиска због ефеката инструменталног артефакта.
Иако је у скорије време, дошло је до развоја микроелектромеханичких и наноелектромеханичких система за 24-часовно праћење интраокуларног притиска, потребне су веће студије да би се потврдила њихова безбедност и ефикасност, како би новији системи играли већу улогу у управљању и праћењу пацијената са патологијом повезаном са очним притиском.

## Фактори који могу утицати на очни притисак

### Дневна варијација
Очни притисак варира током ноћи и дана. Дневна варијација за нормалне очи је између 3 и 6 ммХг и може се повећати код глаукоматозних очију. Током ноћи, интраокуларни притисак се можда неће смањити, упркос споријој производњи очне водице.  24-часовни профил измереног очног притиска код пацијената са глаукомом може се разликовати од оних код здравих особа.

### Фитнес и вежбање
Постоје недовољано убедљива истраживања која указују да би вежбање могло да утиче на очни притисак (неке позитивно, а неке негативно).

### Музички инструменти
Свирање неких музичких дувачких инструмената је повезано са повећањем очног притиска. Студија из 2011. године фокусирана на лимене и дрвене дувачке инструменте приметила је „привремена и понекад драматична повећања и флуктуације очног притиска“. Друга студија је открила да је величина повећања очног притиска у корелацији са интраоралним отпором повезаним са инструментом, и повезала је повремено повећање очног притиска током свирања дувачких инструмената са високим отпором и појавом губитка видног поља. Показало се да је опсег интраоралног притиска укључен у различите класе етничких дувачких инструмената, као што су индијанске флауте, генерално нижи од западних класичних дувачких инструмената.

### Лекови и психоактивне супстанце
Очни притиска такође варира у зависности од бројних других фактора као што су откуцаји срца, дисање, унос течности, системски лекови и локални лекови. 
Конзумација алкохола и марихуане доводи до пролазног смањења очног притиска, а кофеин може повећати очни притисак.
Узиман орално, глицерол (често помешан са воћним соком да би се смањио његов слатки укус) може изазвати брзо, привремено смањење очног притиска. Ово може бити користан почетни хитан третман озбиљно повишеног притиска.
Деполаризујући мишићни релаксант сукцинилхолин, који се користи у анестезији, пролазно повећава очни притиск за око 10 ммХг на неколико минута. Ово је значајно, на пример, ако је пацијенту потребна анестезија због трауме и ако је претрпео перфорацију ока. Механизам није јасан, али се сматра да укључује контракцију тоничних миофибрила и пролазну дилатацију хороидалних крвних судова. 
Кетамин такође повећава очног притиска.

## Значај
Вредност очног притиска пре свега је условљена динамиком отицања очне водице из ока, док је ниво секреције од мањег клиничког значаја. Нормалне вредности очног притиска крећу се од 10 до 22 mmHg, са просеком у општој популацији од 16 ± 3 mmHg и условљено је хомеостатски регулисаним односом између стварања и отицања очне водице. У случајевима када је смањена могућност дренажног система ока да елиминише више од 2,2 микролитра очне водице на минут, колико се у нормалним условима продукује на нивоу цилијарних наставака, може се јавити глауком.
У литератури је јасно дефинисано да повишен очни притисак не значи и дијагнозу глаукома, исто тако и очни притисак у границама нормале не значи да глаукома нема. Још увек није утврђена прецизна вредност очни притисак која служи као универзална сигурна вредност за одређивање присуства или одсуства ризика за настајање и прогресију глаукома.
Да постоји повезаност између глаукома и повишеног очног притиска, утврђена је у првој половини 19 века (Mackenzie 1830).
Повећање очног притиска (>21 mmHg) се и даље сматра најважнијим фактором ризика и утврђено је да је вредност очног притиска уско везан за настанак и развој глаукома, на шта указују испади у видном пољу код пацијената са повећаним очним притиском који се успоравају након снижења очног притиска.
Уколико једна особа има глауком у коме је вредност очног притиска асиметрична између два ока, испади у видном пољу на оку са повишеним очног притиска због разлике у виду много се раније уочавају.
Повишење очни притиск код глаукома отвореног угла настаје због повећаног отпора у зиду коморног угла.
Да би се глауком дијагностиковао, поред вредности очног притиска, офталмолог се у дијагностици руководи пре свега стањем главе очног нерва и слоја нервних влакана ретине, као и резултатима функционалних тестова. 
За постављање коначне дијагнозе глаукома изазваног повећаним очним притиском, неопходно је урадити периметрију (испитивање видног поља), односно процену функциналног оштећења као и процену структурног оштећења главе очног нерва помоћу нових имиџинг (сликовник) техника.